# Showroom ELITE BATH+KITCHEN Bratislava
Showroom ELITE BATH+KITCHEN Bratislava je obchod s výstavními prostory k prezentaci kuchyní a koupelen. Tento obchod se nachází na Dvořákově nábřeží v Bratislavě, v parteru administrativního komplexu Zuckermandel. Interiér byl oceněn 1. místem v mezinárodní soutěži International Property Awards Interior Design v kategorii Best Retail Interior in Europe.
Bratislavský showroom vznikl spojením původně tří prodejních prostorů v parteru administrativní budovy. Sloučení původně jednopodlažních jednotek s celkovou výměrou necelých 700 m² se neobešlo bez stavebních úprav. Nové propojení místností a úpravy fasády byly podmíněny budoucím, dvouúrovňovým prostorovým uspořádáním interiéru. Vložené podlaží je s přízemím propojeno prostřednictvím schodů.
Autorem přestavby prostor jsou architekti Richard Doležal a Zuzana Paclová z architektonické kanceláře DAM.
V roce 2023 byla značka ELITE BATH+KITCHEN pro Slovensko převzata českou společností ProBydlení (v rámci společnosti ELITE BATH+KITCHEN SK s.r.o.).